# The Honeymoon Tour
The Honeymoon Tour – druga trasa koncertowa i debiutancka trasa arenowa amerykańskiej piosenkarki, Ariany Grande, promującą jej drugi, studyjny album wydany w sierpniu 2014 roku, My Everything, która została oficjalnie potwierdzona 10 września 2014 roku. Koncerty odbyły się Ameryce Północnej, Europie, Azji oraz Ameryce Południowej. Rozpoczęła się ona 25 lutego 2015 roku w Independence w Missouri, natomiast zakończyła się 25 października 2015 roku w São Paulo w Brazylii.

## Tło
5 czerwca 2014 roku, miesiąc przez wydaniem drugiego singla z albumu My Everything, Break Free, wokalistka ujawniła plany na temat trasy promującej krążek na swoim Twitterze, oraz podpisanie jej umowy na trasę koncertową, a także odwiedzenie innych krajów, niż Ameryka Północna. W tym czasie pojawiły się też plotki na temat dołączenia podczas trasy australijskiej raperki, Iggy Azalei, która wystąpiła gościnnie w hitowym singlu Grande, Problem. Stały się one fałszywe, gdy artystka i raperka chronologicznie potwierdziły swoje trasy we wrześniu i grudniu.
Tydzień po wydaniu My Everything, 10 września 2014 roku, ukazano przez Grande oficjalny tytuł trasy, nawiązujący do pierwszego utworu z jej debiutanckiego albumu, Yours Truly, wydanego w 2013 roku, oraz daty koncertów w USA. Pierwsza część, promowana przez Live Nation, okrążyła aż 26 miast Ameryki Północnej, rozpoczynając 25 lutego 2015 roku w Independence w Missouri, a kończąc 16 kwietnia 2015 roku w Vancouver w Kolumbii Brytyjskiej. 20 września 2014 roku zaczęto główną sprzedaż biletów na każde show w Ameryce na stronie Live Nation. Aktami supportującymi koncerty w Stanach Zjednoczonych został brytyjski zespół popowo-rockowy, Rixton, który promował swój debiutancki album, Let The Road, oraz norweski DJ znany ze współpracy z Grande, Cashmere Cat.
17 listopada 2014 roku europejska część trasy została potwierdzona, tydzień po zwycięstwie i występie Grande podczas 21. rozdania nagród MTV Europe Music Awards, które odbyły się na arenie The SSE Hydro w Glasgow w Szkocji. Koncerty w Europie rozpoczęły się 14 maja 2015 w stolicy Francji, w Paryżu a zakończyły się one 17 czerwca 2015 roku w Barcelonie w Hiszpanii. Po czterech dniach od potwierdzenia koncertów, sprzedaż biletów na nie ruszyła 21 listopada 2014 roku. 

W następnych miesiącach szykując się do trasy, Grande publicznie dodawała wpisy na Twittera z prób. Ukazując swoje poświęcenie dla trasy, wokalistka dodała jeden z postów na portalu:
„Te próby mnie męczą, ale kocham to. Chciałabym najlepiej zrobić to show jak najlepiej, aby dać radę.”
Na swoim specjalnym kanale w serwisie YouTube, Honeymoon Diaries, 10 stycznia 2015 roku artystka dodała filmik, gdzie wykorzystuje specjalne rękawice, zwane Mi.Mu Gloves, które zostały stworzone przez samą Imogen Heap, oraz zaakompaniowały wokalistce podczas trasy. Ich zadaniem jest zmiana głosu poprzez różnorodne gesty. W klipie można zobaczyć też Grande wykonującą Why Try przy użyciu rękawic, aby sprawdzić, jak działają. Na początku lutego, dodano też klip, gdzie jest słyszana aranżacja ostatniego singla z krążka My Everything, "One Last Time", która została użyta, i całkowicie zmieniona na potrzeby trasy.
W dniu rozpoczęcia trasy, Grande dodała na swojego Instagrama filmik, w którym słychać jej rozmowę z już nieżyjącym dziadkiem, który daje jej rady, i ją wspiera podczas swojej kariery. Ujawniono, że ten sam filmik został użyty jako intro, hołd dla członka rodziny wokalistki, oraz był puszczany przed wykonaniem tytułowej ballady z drugiego krążka, My Everything. Tego samego dnia akt supportujący koncerty w USA, Cashmere Cat ujawnił nadchodzącą kolaborację z wokalistką. Obaj artyści dodawali urywki tejże kolaboracji jeszcze przed rozpoczęciem trasy na swoich kontach na portalach społecznościowych. 3 marca 2015, tydzień po rozpoczęciu tournée, singiel z gościnnym udziałem Grande, Adore został wydany na platformie iTunes, oraz dostępny do przesłuchania na VEVO.

## Opis koncertu

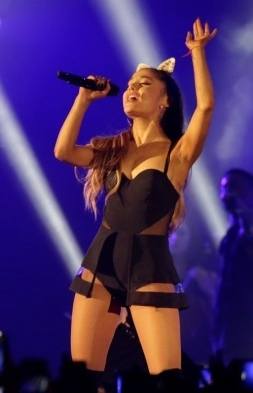
Grande, występując w Dżakarcie

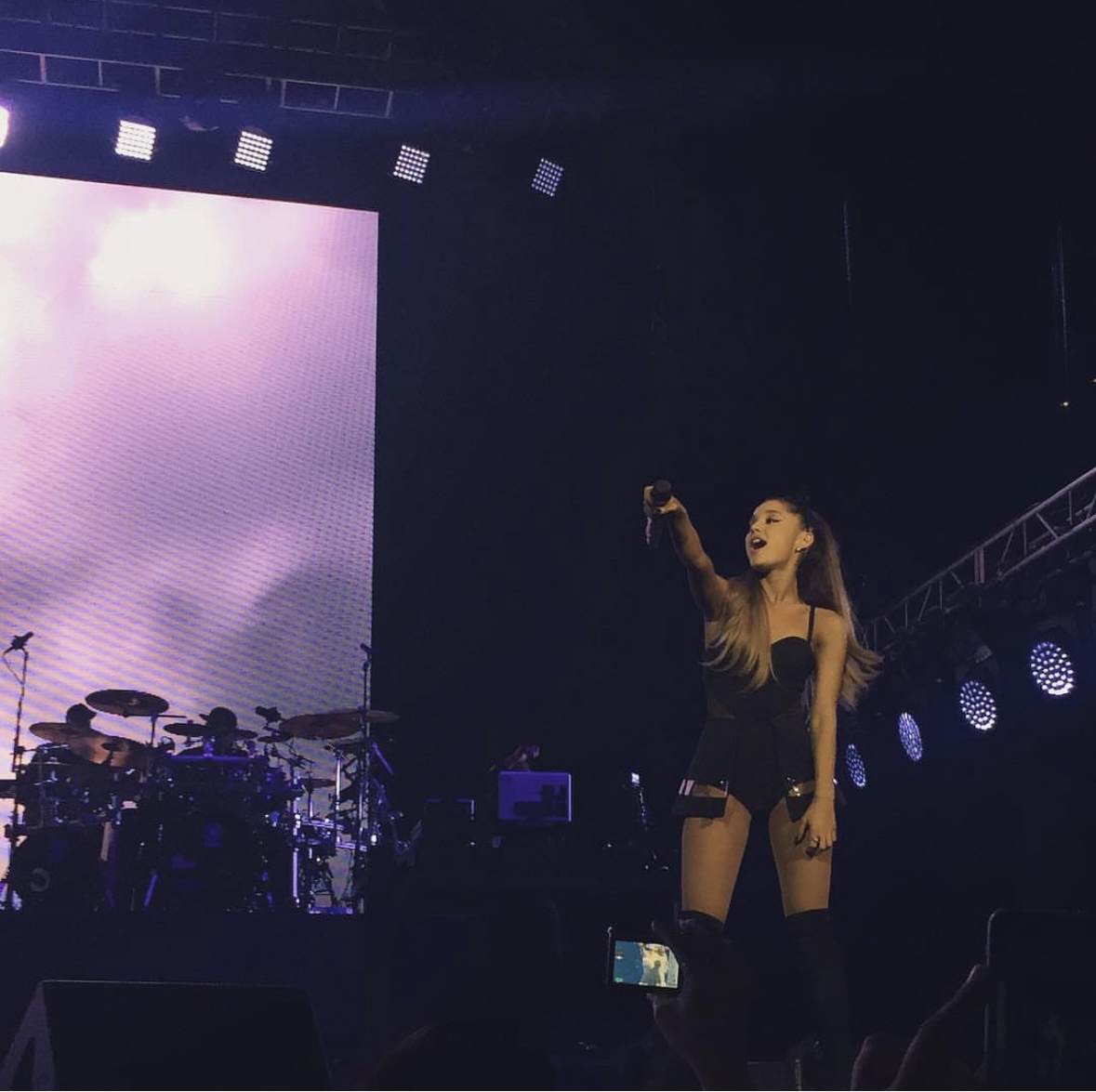
Grande, występując Best Mistake w Manili

Show rozpoczyna się filmem, który przedstawia Grande mówiącą na temat trasy, po czym następuje minutowe odliczanie. Następnie artystka wchodzi na scenę, aby wykonać pierwszy utwór, Bang Bang mając na sobie czarne body i prześwitującą spódnicę z cekinami (od trzeciej części trasy kostium nie ma na sobie dodatkowych materiałów), oraz od razu po początkowej piosence zaczyna śpiewać Hands on Me. Kończąc pierwszy akt, drugi akt rozpoczyna się od interludium wykonanego przez zespół, który przechodzi do rozpoczęcia utworu Best Mistake, gdzie na telebimie jest pokazywane lawendowe niebo, wokalistka stoi na latającej chmurze mając na sobie też bluzę, która została porównana dla koloru platformy. Potem Grande występuje z Break Your Heart Right Back i Be My Baby z grupą tancerzy kończąc drugi akt. 
Kolejny akt rozpoczyna się od następnego interludium, w którym „hype man” trasy, DJ Dubz tańczy z innymi i ukazuje video, w którym Grande szykuje się do nieznanej imprezy naprzeciwko lustra, po czym wokalistka pojawia się na scenie stojąc na żyrandolu jako platformie, mając na sobie krótką, złotą sukienkę z frędzlami oraz boa z piór dookoła szyi i zaczyna śpiewać utwór Right There, oraz później The Way. Następnie Grande wykonuje specjalnie dla fanów starą ze swoich piosenek, Pink Champagne, natomiast na koniec trzeciego aktu artystka śpiewa Tattooed Heart, kończąc go.
Czwarty akt rozpoczyna się drugim interludium zespołu, i początkowym intro klipu do One Last Time ukazanym na ekranie. Piosenkarka wykonuje utwór na tle tancerzy mając na sobie krótką, granatową bluzę (podczas następnych koncertów jest ona biała), oraz brokatowy, dwuczęściowy kostium. Po piosence artystka nie kończąc jeszcze aktu schodzi ze sceny, a na telebimie jest ukazane interludium, w którym Imogen Heap przedstawia specjalne rękawice, Mi.Mu Gloves oraz ich pracę, po czym Grande wchodzi ponownie na scenę używając ich i rozpoczyna wykonanie Why Try. Po raz trzeci pod koniec piosenki pojawia się video, w którym można usłyszeć rozmowę wokalistki wraz z jej nieżyjącym dziadkiem, które przenosi się do zaśpiewania przez Grande ballady My Everything gdzie siedzi na białym pianinie, mając na sobie długą halkę, na której są przypięte sztuczne, białe róże. Jedynie podczas pierwszej części koncertów w USA piosenkarka wykonała Just a Little Bit of Your Heart, które kończyło akt czwarty, natomiast poprzednia piosenka kończyła akt od rozpoczęcia koncertów w Europie.
Po interludium ekipy trasy, w którym tańczą do utworu Lovin' It z Yours Truly, Grande rozpoczyna piąty akt singlem Love Me Harder stojąc na platformie, po czym od razu zaczyna śpiewać singiel z filmu Igrzyska śmierci: Kosogłos. Część 1, All My Love, której akompaniuje energiczna choreografia. Tancerze wychodzą za sceny, natomiast wokalistka będąc sama rozmawia z fanami i wykonuje później utwór Honeymoon Avenue, następnie wychodząc ze sceny. Zakończeniem piątego aktu jest wykonanie przez Grande hitu Break Free, który rozpoczyna się od interludium, na którym ukazuje się intro z teledysku do singla. Piosenka kończy przedostatni akt.
Finałowy akt rozpoczyna się minutą ciszy. Następnie na ekranie pojawiają się czarno-białe spirale, gdzie też w tle DJ Dubz zmienia atmosferę na sam koniec koncertu. Grande wchodzi ostatni raz na scenę wykonując swój jeden z najpopularniejszych singli, Problem, mając na sobie czarno-białą sukienkę nawiązującą do teledysku. Po niej wokalistka dziękuje fanom, dzięki czemu koncert się kończy.

## Lista koncertów
| Data                 | Miejscowość      | Państwo          | Obiekt                     | Support                | Frekwencja           | Dochód (USD)     |
| Ameryka Północna     | Ameryka Północna | Ameryka Północna | Ameryka Północna           | Ameryka Północna       | Ameryka Północna     | Ameryka Północna |
| -------------------- | ---------------- | ---------------- | -------------------------- | ---------------------- | -------------------- | ---------------- |
|                      |                  |                  |                            |                        |                      |                  |
| Europa               |                  |                  |                            |                        |                      |                  |
| 14 maja 2015         | Paryż            | Francja          | Zénith de Paris            | Rixton                 | 12 000/12 000 (100%) | 765 096          |
| 15 maja 2015         | Paryż            | Francja          | Zénith de Paris            | Rixton                 | 12 000/12 000 (100%) | 765 096          |
| 19 maja 2015         | Berlin           | Niemcy           | Max-Schmeling-Halle        | Rixton                 | 10 585/10 585 (100%) | 667 786          |
| 21 maja 2015         | Sztokholm        | Szwecja          | Ericsson Globe             | Rixton                 | 11 582/11 582 (100%) | 786 585          |
| 22 maja 2015         | Oslo             | Norwegia         | Oslo Spektrum              | Rixton                 | 6 865/6 865 (100%)   | 444 754          |
| 25 maja 2015         | Mediolan         | Włochy           | Mediolanum Forum           | Rixton                 | 9 796/9 796 (100%)   | 657 585          |
| 28 maja 2015         | Amsterdam        | Holandia         | Ziggo Dome                 | Rixton                 | 29 719/29 719 (100%) | 1 859 574        |
| 29 maja 2015         | Amsterdam        | Holandia         | Ziggo Dome                 | Rixton                 | 29 719/29 719 (100%) | 1 859 574        |
| 1 czerwca 2015       | Londyn           | Anglia           | O₂ Arena                   | Rixton                 | 13 549/13 549 (100%) | 762 868          |
| 4 czerwca 2015       | Manchester       | Anglia           | Manchester Arena           | Rixton                 | 11 506/11 506 (100%) | 613 272          |
| 6 czerwca 2015       | Londyn           | Anglia           | Stadion Wembley            | Rixton                 | N/A                  | N/A              |
| 8 czerwca 2015       | Glasgow          | Szkocja          | SSE Hydro                  | Krishane Melissa Steel | 10 789/10 789 (100%) | 555 723          |
| 9 czerwca 2015       | Birmingham       | Anglia           | Arena Birmingham           | Krishane Melissa Steel | 11 820/11 820 (100%) | 697 590          |
| 12 czerwca 2015      | Antwerpia        | Belgia           | Sportpaleis                | Alvar & Milas          | 13 255/13 255 (100%) | 563 577          |
| 13 czerwca 2015      | Kolonia          | Niemcy           | Lanxess Arena              | N/A                    | 12 927/12 927 (100%) | 797 379          |
| 16 czerwca 2015      | Barcelona        | Hiszpania        | Palau Sant Jordi           | Paula Rojo             | 15 927/15 927 (100%) | 897 586          |
| Ameryka Północna     |                  |                  |                            |                        |                      |                  |
|                      |                  |                  |                            |                        |                      |                  |
| Azja                 |                  |                  |                            |                        |                      |                  |
| 15 sierpnia 2015     | Chiba            | Japonia          | Chiba Marine Stadium       | N/A                    | N/A                  | N/A              |
| 16 sierpnia 2015     | Osaka            | Japonia          | Maishima Sports Island     | N/A                    | N/A                  | N/A              |
| 19 sierpnia 2015     | Tokio            | Japonia          | Tokyo International Forum  | N/A                    |                      |                  |
| 23 sierpnia 2015     | Pasay            | Filipiny         | Mall of Asia Arena         | N/A                    |                      |                  |
| 26 sierpnia 2015     | Dżakarta         | Indonezja        | Jakarta International Expo | N/A                    |                      |                  |
| Ameryka Północna     |                  |                  |                            |                        |                      |                  |
|                      |                  |                  |                            |                        |                      |                  |
| Ameryka Południowa   |                  |                  |                            |                        |                      |                  |
| 21 października 2015 | Santiago         | Chile            | Movistar Arena             | N/A                    | 10 825/10 825 (100%) | 853 743          |
| 23 października 2015 | Buenos Aires     | Argentyna        | Complejo al Río            | Olivia Viggiano        | 8 685/8 685 (100%)   | 868 425          |
| 25 października 2015 | São Paulo        | Brazylia         | Alianz Parque              | N/A                    | 21 826/21 826 (100%) | 1 976 075        |